# Рождественская история (фильм, 1983)
«Рождественская история» (англ. A Christmas Story) — художественный фильм американского режиссёра Боба Кларка в жанре рождественской комедии, рассказывающий о событиях 1940-х годов. В 2012 году картина была включена в Национальный реестр фильмов США. Этот фильм стал дебютом канадского актёра Зака Уорда.
В 2012 году был выпущен сиквел — Рождественская история 2.

## Сюжет
Индиана, 1940 год. Девятилетний Ральфи мечтает об «идеальном рождественском подарке» — двухсотзарядной пневматической винтовке Красного Наездника. Но его мать отказывает ему в этом подарке, потому что «ты можешь выбить себе глаз». В школе Ральфу в голову приходит новый план, когда учительница даёт задание написать сочинение «Что я хочу получить на Рождество». Вечером, в тот же день, отцу Ральфа присылают его выигрыш в викторине — лампу-абажур в виде женской ноги с надетым чулком в сетку.
На следующий день Ральф сдаёт сочинение в котором описаны все достоинства пневматической винтовки и как сильно он хочет её получить. Через пару дней он получает проверенное сочинение, на котором читает знакомую фразу «выбьешь себе глаз».
Тогда Ральфи обращается за помощью к Санта-Клаусу. Отстояв огромную очередь к Санте, который выслушивал детей в магазине, Ральф попадает к нему на колени и неожиданно теряет дар речи. Но в последний момент вспоминает про свою мечту — пневматическую винтовку, на что Санта отвечает «ты выбьешь себе глаз, парень».
Наступает праздник, расстроенный Ральф так и не получил желанный подарок. Но отец рассказывает про ещё один подарок, спрятанный за столом, там оказывается двухзарядная пневматическая винтовка Красного Наездника.